# Баюнов, Владимир Александрович
Владимир Александрович Баюно́в (род. 31 июля 1952 года в деревне Климотино Бежецкого района Калининской области, РСФСР, СССР) — советский партийный и российский политический деятель, депутат Государственной Думы ФС РФ I и II созывов, руководитель аппарата фракции КПРФ в Государственной думе III созыва, депутат Законодательного Собрания Тверской области пятого созыва, депутат Собрания депутатов Бежецкого района Тверской области.

## Биография
Окончил профессионально-техническое училище. Получил высшее образование по специальности «инженер-механик» на факультете механизации Калининского сельскохозяйственного института. Окончил Российскую академию государственной службы при Президенте РФ по специальности «менеджер-экономист».
С 1969 по 1971 год работал на заводе «Бежецксельмаш». С 1971 по 1974 год проходил срочную службу в Вооружённых силах СССР, служил на Северном флоте ВМФ СССР.
С 1974 по 1980 год работал на заводе «Бежецксельмаш» начальником участка. С 1980 по 1984 год работал в партийном комитете КПСС завода «Бежецксельмаш». С 1984 по 1985 год работал в совхозе «Подобино» Бежецкого района директором. С 1985 по 1990 год работал вторым секретарём, а с 1990 по 1991 год — первым секретарём Бежецкого городского комитета КПСС. С 1991 по 1993 год работал в колхозе «Дружба» Бежецкого района в должности председателя колхоза.
В 1993 году избран депутатом Государственной думы I созыва от Бежецкого одномандатного избирательного округа № 171. В Государственной думе был членом комитета по экономической политике, входил во фракцию КПРФ.
В 1995 году избран депутатом Государственной думы II созыва от Бежецкого одномандатного избирательного округа № 172. В Государственной думе был членом комитета по экономической политике, членом счётной комиссии, был заместителем руководителя Аграрной депутатской группы.
19 декабря 1999 года баллотировался на пост губернатора Тверской области, выборы проиграл уступив 0,5 % голосов действующему губернатору. С 2000 года работал руководителем аппарата фракции КПРФ в Государственной Думе РФ третьего созыва. В 2003 году выдвигался кандидатом в депутаты Государственной Думы РФ четвёртого созыва, однако выборы проиграл.
С 2005 года работал ФГУП «Всероссийский научно-исследовательский и проектно-конструкторский институт экономики, информации и АСУ рыбного хозяйства» советник директора, ведущим научным сотрудником.
В марте 2010 года был избран депутатом Собрания депутатов Кашинского района Тверской области пятого созыва, однако после выборов отказался от мандата.
В марте 2011 года избран депутатом Законодательного Собрания Тверской области пятого созыва. В Законодательном Собрании был заместителем председателя постоянного комитета по экономической политике, инвестиционной деятельности и предпринимательству, заместитель руководителя фракции «Справедливая Россия». Член партии «Справедливая Россия».
В сентябре 2018 года избран депутатом Собрания депутатов Бежецкого района Тверской области седьмого созыва по одномандатному округу № 1.

## Законотворческая деятельность
С 1993 по 1999 год, 3а время исполнения полномочий депутата Государственной думы I и II созыва выступил соавтором 32 законодательных инициатив и поправок к проектам федеральных законов.